# Trzcianka (województwo pomorskie)
Trzcianka – osada w Polsce, w województwie pomorskim, w powiecie starogardzkim, w gminie Skarszewy.
Do 2023 miejscowość była częścią wsi Kamierowskie Piece.
W latach 1975–1998 Trzcianka administracyjnie należała do województwa gdańskiego.